# Schaarsbeek

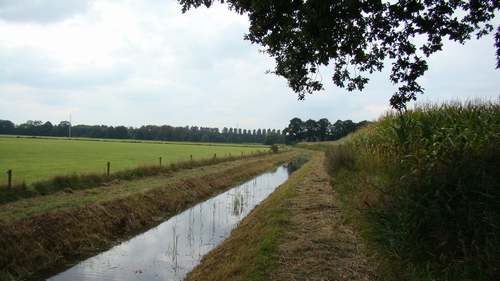
Schaarsbeek ter hoogte van het kloosterbos

De Schaarsbeek is een beek die bij Corle (gemeente Winterswijk) ontspringt. Vervolgens stroomt zij bij 't Klooster langs het kloosterbos naar Bredevoort. Daar kruist de Schaarsbeek de Boven-Slinge, en heet vanaf dit punt Keizersbeek.
Het Waterschap Rijn en IJssel beheert de beek, en de Schaarsbeek is ter hoogte van het Kloosterbos net als de Groenlose Slinge voor een klein deel als ecologische zone ingericht. De naam is een verwijzing naar een landgoed van het voormalig klooster Schaer.